# Mediterraneo Marine Park

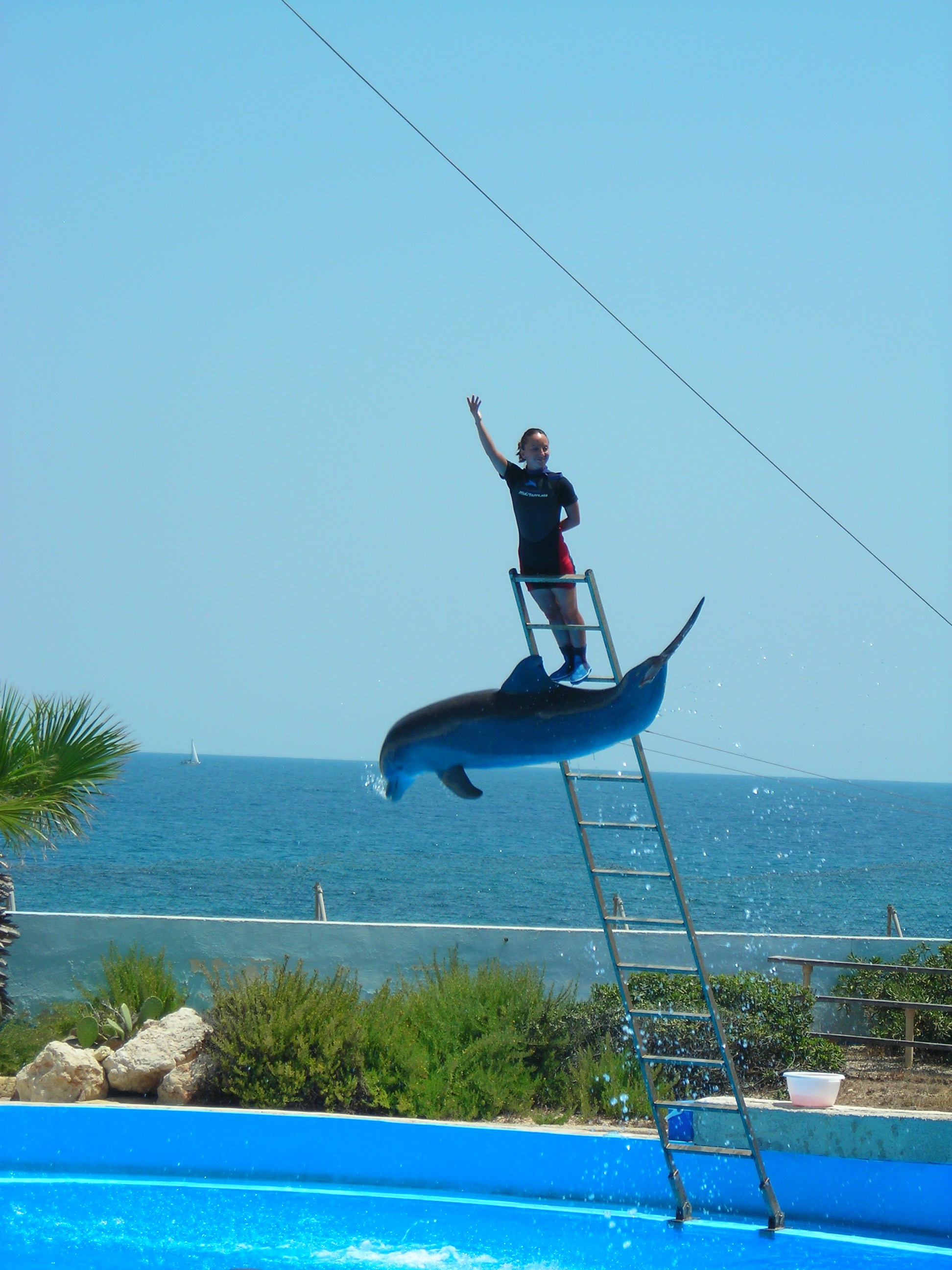
De dolfijnenshow in het Mediterraneo Marine Park

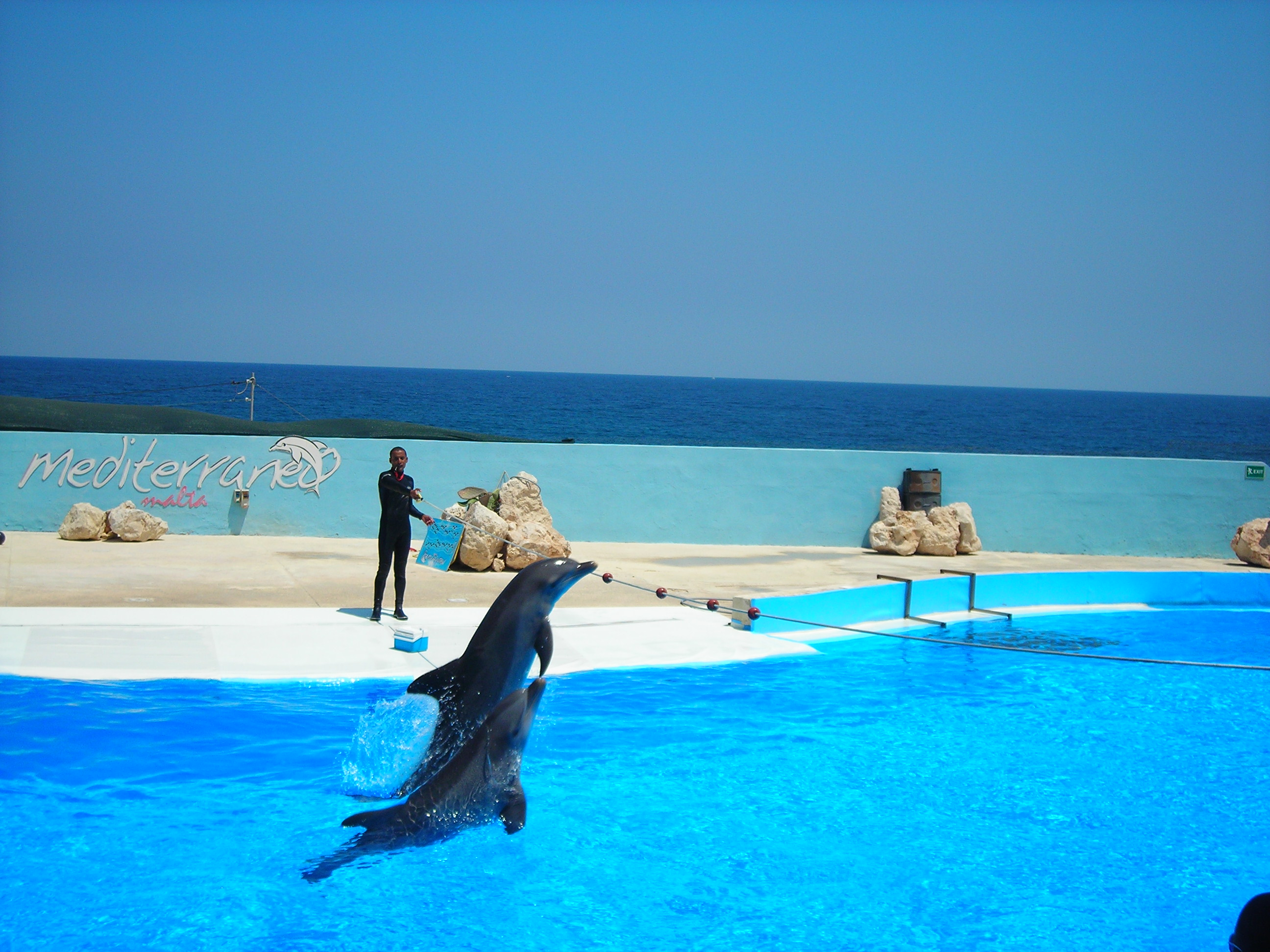
De dolfijnenshow in het Mediterraneo Marine Park

Het Mediterraneo Marine Park is een klein themapark aan de kust van het eiland Malta. Het is met name een dolfinarium met dolfijnen en zeeleeuwen, maar er bevinden zich ook een reptielenhuis, een grote kinderspeeltuin en men kan er kijken naar papegaaienshows. 
De dolfijnen en zeeleeuwen zijn ondergebracht in zoutwaterbassins en worden getraind in het op commando laten zien van kunstjes. Enkele malen per dag worden er shows voor het publiek gegeven. 
Bovendien kunnen enkele bezoekers in een afgezonderd bassin zwemmen met dolfijnen; na een korte training gaat men in kleine groepen het bassin in om er te leren over het leven van de dolfijn, de dolfijn zelf enkele kunstjes te laten doen en in het bassin vrij rond te zwemmen met twee dolfijnen.
Het Mediterraneo Marine Park maakt samen met het Splash and Fun Water Park deel uit van de onderneming Marineland Ltd. De parken liggen tegen elkaar aan en het is dan ook mogelijk om een gecombineerd toegangsbewijs te kopen voor beide parken.